# Hyposidra tetraspila
Hyposidra tetraspila är en fjärilsart som beskrevs av W. Warren 1896. Hyposidra tetraspila ingår i släktet Hyposidra och familjen mätare. Inga underarter finns listade i Catalogue of Life.